# Гејл Кристијан
Гејл Кристијан (енгл. Gail Christian) је политичарка и сенаторка парламента Антигве и Барбуде.

## Биографија
Рођена је у Сент Џонсу. Дипломирала је историју, право, политику и опште студије на Државном колеџу Антигва. Након тога је дипломирала на Универзитету у Волверхемптону 1997. године. Касније је похађала курс за адвоката на Правном факултету у Јуџину где је добила сертификат Савета за правно образовање. Године 1998. се вратила на Антигву и Барбуду где је радила као шегрт у адвокатској фирми Lake and Kentish. Године 1999. се придружила Министарству правде и правних послова Антигве као јавни тужилац, радила је и у Канцеларији директора јавног тужилаштва и Краљевским полицијским снагама Антигве и Барбуде. После неуспешног изласка на изборе 2009. је именована за члана Горњег дома парламента Антигве и Барбуде. Радила је као вођа мањине док је била у сенату. Поднела је 2013. оставку на место сенатора. Године 2014. је именована за амбасадорку Антигве и Барбуде у Мексику. Године 2018. је по други пут именована за сенаторку у Горњем дому парламента Антигве и Барбуде.